# Zizou Bergs
Pour les articles homonymes, voir Bergs.
Zizou Bergs, né le 3 juin 1999 à Lommel, est un joueur de tennis belge, professionnel depuis 2018.
Il est membre de l'équipe de Belgique de Coupe Davis depuis 2021.

## Biographie
Son prénom Zizou vient du surnom du joueur de football français Zinédine Zidane.
Il commence à jouer au tennis à l'âge de trois ans avec son père Koen, avant de progresser à huit ans au Life Tennis Academy à Woluwe-Saint-Pierre et à 15 ans avec la Fédération flamande de tennis. Sa surface de prédilection est le dur intérieur.
Il est coaché par l'ancien joueur professionnel Ruben Bemelmans depuis juin 2022 , ainsi que par Kristof Vliegen depuis novembre 2024.

## Carrière

### 2020: première victoire dans un tournoi ATP à Anvers
En octobre 2020, Zizou Bergs fait ses débuts sur le circuit ATP au tournoi d'Anvers en héritant de la wild card de Ruben Bemelmans, positif au covid-19. Lors du premier tour de la compétition, alors 528e mondial, il réalise un exploit en battant le 45e mondial Albert Ramos-Viñolas (7-5, 7-5). Au deuxième tour, il est confronté au 17e mondial Karen Khachanov. Malgré une grosse résistance et le gain du premier set, il s'incline en trois sets face au Russe (5-7, 6-4, 6-4). Il termine la saison dans le top 500 du classement mondial.

### 2021: trois premiers titres Challenger
En 2021, Zizou Bergs réalise un bon début de saison en remportant ses premiers titres sur le circuit secondaire aux tournois Challenger de Saint-Pétersbourg face à Altuğ Çelikbilek (6-4, 3-6, 6-4), de Lille face à Grégoire Barrère (4-6, 6-1, 7-65) et d'Almaty face à Timofey Skatov (4-6, 6-3, 6-2). En juillet, il passe les qualifications du tournoi de Gstaad en battant Aleksandar Vukic (7-65, 6-3) et Steven Diez (7-65, 6-4). Le tennisman atteint ensuite les huitièmes de finale du tableau principal en battant l'Allemand Oscar Otte (7-63, 6-1), avant d'être éliminé par Laslo Djere (6-2, 4-6, 6-2). En septembre, il est sélectionné pour sa première rencontre en Coupe Davis avec l'équipe belge pour affronter en barrages la Bolivie. L'athlète s'incline face à Murkel Dellien en trois sets (6-4, 4-6, 6-2) mais la Belgique s'impose 3-2 dans ce duel. Il termine la saison dans le top 200 du classement ATP.

### 2022:4etitre Challenger et premier tableau final en Grand Chelem
En février 2022, Bergs participe à la phase qualificative de la Coupe Davis face à la Finlande. Il perd son premier match contre Emil Ruusuvuori (6-3, 7-5), mais remporte le deuxième contre Otto Virtanen (6-4, 6-0). Cette victoire permet à la Belgique de se qualifier 3-2 pour la phase de groupes. Par la suite, il atteint deux finales en Challenger à Saint-Brieuc et à Troisdorf, il remporte également un titre au tournoi d'Ilkley en battant en finale l'Américain Jack Sock (7-67, 2-6, 7-66). Le joueur annonce à la suite de ce résultat son association avec un nouvel entraîneur, Ruben Bemelmans. Ce titre lui permet aussi d'obtenir une invitation pour Wimbledon, son premier tournoi du Grand Chelem. L'athlète y est opposé au Britannique Jack Draper qui le bat en trois sets (6-4, 6-4, 7-64). En août, Zizou Bergs atteint le troisième tour des qualifications de l'US Open, où il s'incline face au chinois Zhang Zhizhen (6-2, 6-4). La semaine suivante, il se hisse en finale du Challenger de Manacor. Il y est éliminé au bout du suspense par l'Italien Luca Nardi (7-62, 3-6, 7-5). En septembre, le tennisman prend part à la phase de groupes de la Coupe Davis où il affronte l'Australie et l'Allemagne. Lors de son premier match contre l'Australie, il est battu par Jason Kubler (6-4, 1-6, 6-3) et dans son deuxième match contre l'Allemagne, il est également vaincu cette fois-ci par Jan-Lennard Struff (6-4, 7-69). La Belgique est éliminée de la Coupe Davis lors de cette phase. Il termine la saison à la 131e place mondiale.

### 2023: 3 titres Challenger et premier quart de finale en tournoi ATP
En janvier 2023, Zizou Bergs fait ses débuts en United Cup lors des matchs de poule. Il est battu lors de la première rencontre contre la Bulgarie par Dimitar Kuzmanov (6-2, 6-0), puis lors de la seconde contre la Grèce par Stefanos Sakellaridis (5-7, 6-1, 6-3). Cette dernière défaite élimine la Belgique de la compétition. Il se hisse ensuite dans le tableau final de l'Open d'Australie en éliminant au troisième tour des qualifications Adrian Andreev (6-1, 6-2). Il perd au premier tour face au Serbe 70e mondial Laslo Djere en quatre sets (6-4, 1-6, 6-4, 6-1). En février, il participe aux qualifications de la Coupe Davis face à la Corée du Sud. Il bat le 61e mondial Kwon Soon-woo lors du premier affrontement (1-6, 6-4, 7-66) mais il est battu lors du second par Hong Seong-chan (6-3, 7-64). La Belgique s'incline 3-2 lors de cette opposition. En mars, le joueur de tennis remporte son premier titre en double au Challenger de Lugano avec David Pel. Par la suite, il participe à son premier tableau final en Masters 1000 grâce à une wild-card pour le tournoi de Miami. Bergs est battu dès le premier tour par Thanasi Kokkinakis malgré trois balles de match (6-4, 3-6, 7-67).

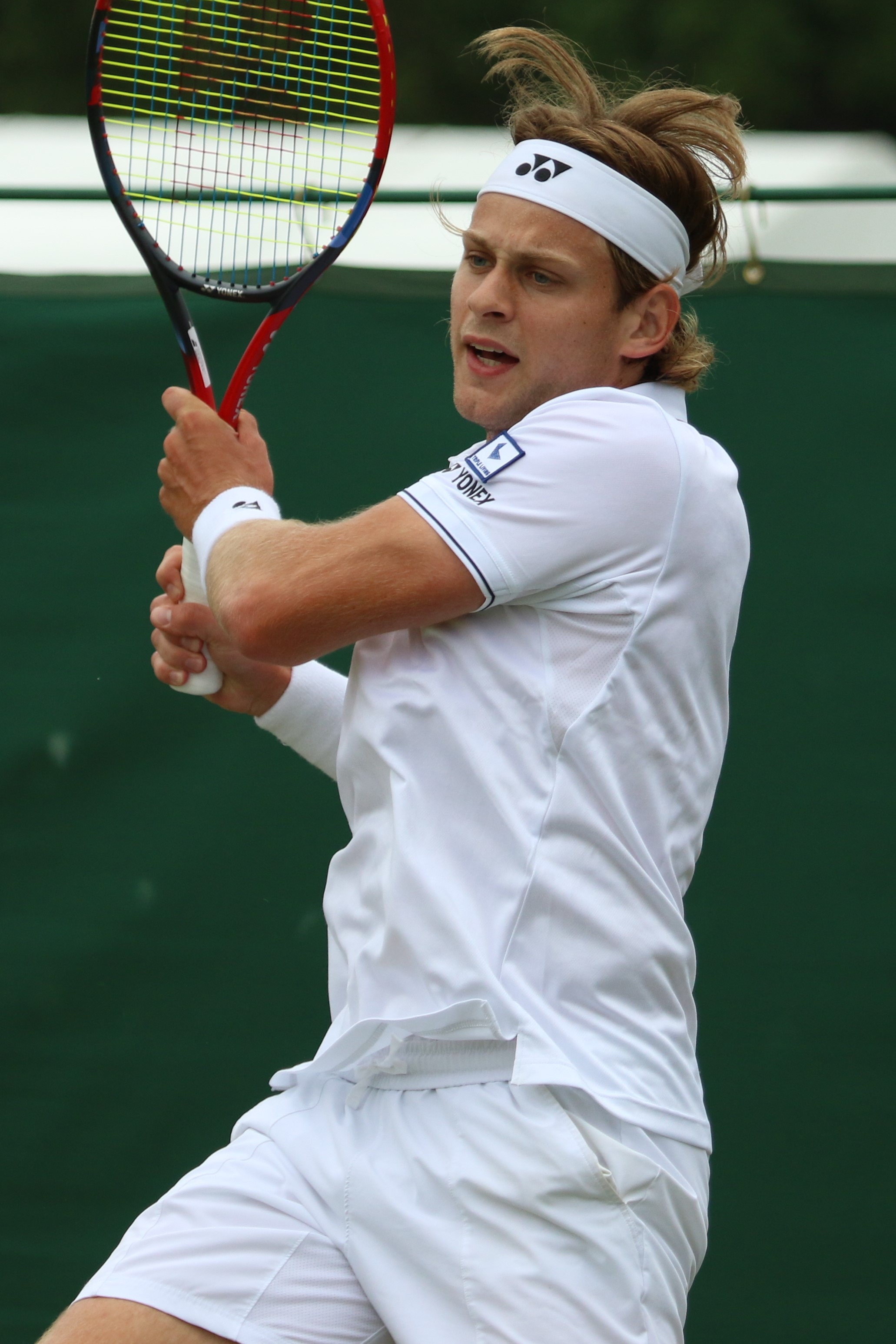
Zizou Bergs à Wimbledon 2023.

En avril, l'athlète prend part aux qualifications du tournoi de Houston. Il passe le premier tour en battant Zachary Svajda (6-2, 6-2) puis il perd au deuxième et dernier tour contre Aleksandar Vukic (6-2, 6-3). Malgré cette défaite, il est repêché pour le tableau final en tant que lucky loser afin d'affronter Cristian Garín directement en huitième de finale. Il est éliminé par le Chilien en deux sets (7-64, 7-61). Le même mois, le joueur belge remporte le tournoi de Tallahassee, s'adjugeant ainsi son 5e titre Challenger. Durant ce tournoi, il élimine notamment la tête de série no 1 Zhang Zhizhen (6-3, 7-5). En juillet, Bergs se hisse pour la première fois en quarts de finale d'un tournoi ATP au tournoi de Gstaad en battant le 55e mondial Laslo Djere (6-0, 4-6, 6-3) et Jurij Rodionov (7-68 4-6, 7-64). Il est éliminé par le Serbe Miomir Kecmanović (6-4, 3-6, 7-5), alors qu'il mène 4-1 dans le troisième set puis 5-3 mais son adversaire se révèle le plus fort en alignant quatre jeux d'affilée, le privant ainsi d'une place dans le dernier carré.
En août, Zizou Bergs ne participe à aucune compétition en raison d'une blessure au poignet gauche l'empêchant de frapper les revers à deux mains. De retour à l'US Open, il est battu dès le premier tour des qualifications par la tête de série no 17 Arthur Cazaux (6-3, 6-2). En octobre, il participe au tournoi d'Anvers. Toujours affaibli au poignet gauche, le tennisman perd au premier tour des qualifications face à Titouan Droguet (7-5, 67-7, 6-2). En novembre, Bergs remporte son deuxième tournoi de l'année au Challenger de Drummondville, en battant notamment la tête de série no 1 et 82e mondial Dominik Köpfer (6-4, 4-6, 7-5) en quart de finale et la tête de série no 2 James Duckworth (6-4, 7-5) en finale. Fin du mois, il remporte un troisième tournoi Challenger à Yokkaichi en battant Marc Polmans (7-5, 6-4) en demi-finale et Michael Mmoh (6-2, 7-62) en finale. Il termine la saison à la 129e place ATP.

### 2024:8etitre en Challenger, premières victoires en Grand Chelem et entrée dans le top 100
En janvier 2024, Zizou Bergs atteint le dernier tour des qualifications de l'Open d'Australie où il est contraint à l'abandon face à Dane Sweeny en raison de crampes. Alors qu'il mène (7-5, 4-2), il doit finalement renoncer à poursuivre la rencontre sur le score de (5-7, 7-5, 2-0). Il est ensuite repêché en tant que lucky loser pour affronter Stéfanos Tsitsipás au premier tour. Il remporte le premier set contre le 7e mondial (7-5) puis souffre à nouveau de la chaleur et perd largement les deux suivants (6-1, 6-1) avant de retrouver un bon niveau de jeu dans le quatrième set, mais ce n'est pas suffisant pour empêcher le Grec de s'imposer (5-7, 6-1, 6-1, 6-3). En février, le joueur belge est sélectionné pour la phase qualificative de la Coupe Davis contre la Croatie. Lors de son premier match, il bat l'ancien no 3 mondial et vainqueur de l'US Open 2014 Marin Čilić (6-4, 4-6, 6-4) et lors du second match, il défait le jeune Duje Ajduković (6-1, 7-5). Cette victoire permet de qualifier la Belgique 3-1 pour la phase finale. Il s'engage ensuite dans les qualifications du tournoi de Rotterdam où il décroche une place dans le tableau final. Il rencontre au premier tour le Russe et no 5 mondial Andrey Rublev qui l'emporte en deux sets (7-5, 6-3).
En avril, Zizou Bergs participe au tournoi de Houston, lors duquel il intègre directement le tableau final. Il élimine au premier tour Patrick Kypson (7-65, 6-3) puis il est battu au second tour par le 16e mondial, futur vainqueur du tournoi, Ben Shelton en trois sets (3-6, 6-4, 6-3). Par la suite, le joueur atteint la finale du tournoi Challenger de Sarasota en battant entre autres l'ancien 41e joueur mondial Tennys Sandgren (6-2, 3-6, 6-4) en demi-finales. En finale, il se mesure à l'Australien Thanasi Kokkinakis, avec la possibilité de s'assurer une place dans le top 100 et une qualification pour le tableau principal de Roland-Garros en cas de victoire, mais s'incline en trois sets (6-3, 1-6, 6-0). La semaine suivante, Bergs s'engage dans le tournoi de Tallahassee en tant que tenant du titre. Il conserve son titre en battant en finale l'Américain Mitchell Krueger (6-4, 7-69), après avoir sauvé cinq balles de set dans le tie-break. À la suite de ce tournoi, il obtient une wild card pour le Masters 1000 de Madrid. L'athlète affronte au premier tour le Français Luca Van Assche qui l'élimine en trois sets (6-4, 60-7, 6-1). En mai, il intègre le tableau principal du Masters 1000 de Rome en éliminant, lors des qualifications, Patrick Kypson (4-6, 6-3, 6-4) et Shang Juncheng (6-4, 7-65). Lors du premier tour, il est opposé pour la première fois de sa carrière à un membre du Big Four, le vainqueur de 22 titres du Grand Chelem Rafael Nadal. Le sportif belge est battu par l'Espagnol malgré le gain du premier set (4-6, 6-3, 6-4),.
En mai, Bergs se qualifie pour la première fois de sa carrière pour le tableau principal de Roland-Garros en battant au dernier tour des qualifications le Français Mathias Bourgue (6-2, 7-64). Il rencontre au premier tour le Chilien 25e mondial Alejandro Tabilo. Alors qu'il est mené (6-3, 5-2), il fait basculer la rencontre pour s'imposer en quatre sets (3-6, 7-65, 6-2, 6-2) et ainsi remporter son premier match dans un tournoi du Grand Chelem. Le Belge affronte au deuxième tour l'Allemand Maximilian Marterer qu'il élimine (3-6, 6-3, 6-1, 6-3), malgré la perte du premier set et un match interrompu à deux reprises par la pluie. Il affronte au troisième tour le Bulgare et 10e mondial Grigor Dimitrov. Il y est battu en quatre sets (6-3, 7-64, 4-6, 6-4), lors d'un match interrompu à trois reprises par la pluie et qui s'est déroulé sur une période de deux jours. Ce parcours lui permet d'entrer pour la première fois de sa carrière dans le top 100 mondial.
Il commence sa saison sur gazon au tournoi de Bois-le-Duc, où il est battu en qualifications puis repêché en tant que lucky loser. Il élimine au premier tour le Néerlandais et ancien vainqueur du tournoi Tim van Rijthoven (6-4, 6-3), avant de perdre face au futur champion du tournoi, le 9e mondial Alex de Minaur (7-5, 6-4). Il se qualifie ensuite pour le tableau principal du tournoi de Wimbledon en battant Omar Jasika, Pierre-Hugues Herbert et Denis Yevseyev. Il est éliminé dès le premier tour par le Français Arthur Cazaux en cinq sets (6-1, 6-4, 62-7, 64-7, 7-68). En juillet, il prend part au Jeux Olympiques à Paris et affronte lors de son premier tour en simple le Grec Stéfanos Tsitsipás, il s'incline en trois sets (7-66, 1-6, 6-1).
En août, il atteint les huitièmes de finale au tournoi de Winston-Salem après avoir battu Reilly Opelka (6-4, 3-6, 7-61) et Tomás Martín Etcheverry (4-6, 7-5, 6-3), il est finalement éliminé par Alex Michelsen (6-1, 6-2). Il participe ensuite au tableau final de l'US Open, il est opposé au premier tour à Pavel Kotov qu'il bat en cinq sets (6-2, 4-6, 6-2, 3-6, 7-67). Au deuxième tour, il est battu par Flavio Cobolli malgré le gain du premier set (4-6, 6-3,7-5, 6-3). En septembre, lors de la phase de groupes de la Coupe Davis à Bologne, Zizou Bergs commence par une victoire contre Tallon Griekspoor des Pays-Bas en trois sets (6-2, 62-7, 6-3). Ensuite, il affronte le 32e mondial Flavio Cobolli de l'équipe d'Italie et gagne en trois sets (6-3, 65-7, 6-0). Cependant, lors de son match contre Thiago Monteiro du Brésil, Bergs perd le match (4-6, 7-65, 7-5), ce qui assure la défaite de la Belgique face au Brésil et son élimination de la compétition.
Fin septembre, il participe au tournoi de Pékin, où il se qualifie pour le tableau final en battant Yannick Hanfmann et Corentin Moutet. Il est battu au premier tour par le 18e mondial Lorenzo Musetti (7-5, 4-6, 6-3). La semaine suivante, il remporte sa première victoire en Masters 1000 à Shanghai face au local Zhang Zhizhen en deux sets (6-4, 6-3). Il rencontre au tour suivant le 10e mondial Grigor Dimitrov et subit une défaite (6-3, 3-6, 6-2). En octobre, il accède pour la deuxième fois de sa carrière au quart de finale d'un tournoi ATP à Anvers en battant Facundo Díaz Acosta (7-5, 6-4) et Sebastián Báez (6-3, 6-4) avant de perdre face à Marcos Giron (6-2, 6-2). Il participe ensuite au tournoi de Paris-Bercy où il est repêché en tant que lucky loser pour affronter dans le tableau principal Richard Gasquet qu'il bat (6-3, 6-4). Il est éliminé en trois sets par Adrian Mannarino au deuxième tour (3-6, 6-2, 6-4). En novembre, il se hisse en quart de finale du tournoi de Moselle où il perd contre Cameron Norrie (6-3, 66-7, 6-1). Il termine l'année à la 71e place mondiale. Durant l'intersaison, il annonce sa collaboration avec un nouveau coach, l'ancien tennisman belge Kristof Vliegen.

### 2025: premières finales ATP à Auckland et Bois-le-Duc, incident en Coupe Davis et première victoire sur le top 10
En janvier 2025, il dispute sa première finale sur le circuit ATP à Auckland en Nouvelle-Zélande. Après être sorti des qualifications, il bat successivement l'invité local Isaac Becroft (6-3, 7-5), un autre qualifié Luca Nardi (6-1, 6-4), l'Espagnol Roberto Carballés Baena (1-6, 6-2, 6-3) et le 36e joueur mondial Nuno Borges (6-2, 3-6, 7-5) pour atteindre la finale. Il y affronte le Français de 38 ans Gaël Monfils qui le bat en deux sets (6-3, 6-4). Après une défaite au premier tour de l'Open d'Australie contre Facundo Díaz Acosta en cinq sets, il reprend la compétion lors  des qualifications de la Coupe Davis face à l'équipe du Chili. Il gagne son premier match contre Tomás Barrios Vera (6-4, 6-3). Pendant le second match, il heurte son rival Cristian Garín avec son épaule alors qu'il célébre le gain d'un jeu dans le 3e set. Il reçoit un avertissement pour comportement antisportif. Le Chilien refuse de continuer à jouer après l'incident et est sanctionné de trois pénalités consécutives, ce qui met fin au match sur le score de (6-3, 4-6, 7-5) et valide la place de la Belgique au deuxième tour des qualifications face à l'Australie.
Bergs participe ensuite au tournoi de Marseille. Il accède aux demi-finales, où il est battu par le futur vainqueur du tournoi Ugo Humbert en deux sets (6-4, 6-4). La semaine suivante, il participe au tournoi de Doha et remporte sa première victoire dans un ATP 500 face à l'ancien vainqueur du tournoi, Roberto Bautista-Agut (6-4, 7-64). Il perd au deuxième tour contre le 6e mondial Daniil Medvedev (6-2, 6-1). Il s'adjuge dans la foulée une autre victoire dans un tournoi de la même catégorie à Dubaï, avant d'être éliminé par l'Italien Luca Nardi (6-4, 7-63). La semaine suivante au Masters 1000 d'Indian Wells, il défait le qualifié Ethan Quinn (7-62, 6-3) au premier tour puis est éliminé par l'Australien Alexei Popyrin (7-64, 7-5) au second tour. Il prend ensuite part au Masters 1000 de Miami, où il bat le Portugais Nuno Borges (7-62, 7-5) puis le premier top 10 de sa carrière, le 9e joueur mondial Andrey Rublev (7-5, 6-4). Il perd au troisième tour contre l'Italien Matteo Berrettini en deux sets (6-4, 6-4).
En juin, il joue sa deuxième finale en carrière, la première sur gazon à ’s-Hertogenbosch, vainqueur de son compatriote Alexander Blockx (6-3, 1-6, 7-63) au premier tour, de l'Australien Alexei Popyrin (63-7, 6-2, 7-63) au second tour, puis du qualifié Estonien Mark Lajal (7-62, 7-64) en quart de finale et du lucky loser Reilly Opelka en demi-finale (6-4, 6-1). Il devient le second joueur belge à atteindre la finale du tournoi, où il rencontre le Canadien Gabriel Diallo qui le bat en deux sets (7-5, 7-68).

## Palmarès

### TournoisATP

#### Finales en simple messieurs
| No | Date       | Nom et lieu du tournoi   | Catégorie | Dotation  | Surface      | Vainqueur      | Score     |          |
| -- | ---------- | ------------------------ | --------- | --------- | ------------ | -------------- | --------- | -------- |
| 1  | 06-01-2025 | ASB Classic, Auckland    | ATP 250   | 680 140 $ | Dur (ext.)   | Gaël Monfils   | 6-3, 6-4  | Parcours |
| 2  | 09-06-2025 | Libema Open, Bois-le-Duc | ATP 250   | 706 850 € | Gazon (ext.) | Gabriel Diallo | 7-5, 7-68 | Parcours |

### TournoisChallenger

#### En simple (8/12)
| Résultat  | Date       | Tournoi                                        | Surface      | Adversaire en finale | Score           |
| --------- | ---------- | ---------------------------------------------- | ------------ | -------------------- | --------------- |
| Victoire  | 01/03/2021 | Grand Palace Championship I, Saint-Petersbourg | Dur (int.)   | Altuğ Çelikbilek     | 6-4, 3-6, 6-4   |
| Victoire  | 22/03/2021 | Play In Challenger, Lille                      | Dur (int.)   | Grégoire Barrère     | 4-6, 6-1, 7-65  |
| Victoire  | 07/06/2021 | Beeline Almaty Challenger I, Almaty            | Terre (ext.) | Timofey Skatov       | 4-6, 6-3, 6-2   |
| Finale    | 28/03/2022 | Open Harmonie Mutuelle, Saint-Brieuc           | Dur (int.)   | Jack Draper          | 6-2, 5-7, 6-4   |
| Finale    | 04/06/2022 | Saturn Oil Open, Troisdorf                     | Terre (ext.) | Lukáš Klein          | 6-2, 6-4        |
| Victoire  | 13/06/2022 | Ilkley Trophy, Ilkley                          | Gazon (ext.) | Jack Sock            | 7-67, 2-6, 7-66 |
| Finale    | 29/08/2022 | Rafa Nadal Open by Sotheby's, Manacor          | Dur (ext)    | Luca Nardi           | 7-62, 3-6, 7-5  |
| Victoire  | 17/04/2023 | Tallahassee Tennis Challenger, Tallahassee     | Terre (ext.) | Wu Tung-lin          | 7-5, 6-2        |
| Victoire. | 13/11/2023 | Challenger Banque Nationale, Drummondville     | Dur (int.)   | James Duckworth      | 6-4, 7-5        |
| Victoire  | 27/11/2023 | Yokkaichi Challenger, Yokkaichi                | Dur (ext.)   | Michael Mmoh         | 6-2, 7-62       |
| Finale    | 08/04/2024 | Elizabeth Moore Sarasota Open, Sarasota        | Terre (ext.) | Thanasi Kokkinakis   | 6-3, 1-6, 6-0   |
| Victoire  | 15/04/2024 | Tallahassee Tennis Challenger, Tallahassee     | Terre (ext.) | Mitchell Krueger     | 6-4, 7-69       |

#### En double (1/1)
| Résultat | Date       | Tournoi                                       | Surface    | Partenaire | Adversaires en finale              | Score     |
| -------- | ---------- | --------------------------------------------- | ---------- | ---------- | ---------------------------------- | --------- |
| Victoire | 06/03/2023 | Challenger BancaStato Città Di Lugano, Lugano | Dur (int.) | David Pel  | Constantin Frantzen Hendrik Jebens | 6-2, 7-66 |

## Parcours dans les tournois duGrand Chelem

### En simple
| Année | Open d'Australie | Open d'Australie    | Internationaux de France | Internationaux de France | Wimbledon       | Wimbledon     | US Open        | US Open        |
| ----- | ---------------- | ------------------- | ------------------------ | ------------------------ | --------------- | ------------- | -------------- | -------------- |
| 2022  | —                | —                   | —                        | —                        | 1er tour (1/64) | Jack Draper   | —              | —              |
| 2023  | 1er tour (1/64)  | Laslo Djere         | —                        | —                        | —               | —             | —              | —              |
| 2024  | 1er tour (1/64)  | Stéfanos Tsitsipás  | 3e tour (1/16)           | Grigor Dimitrov          | 1er tour (1/64) | Arthur Cazaux | 2e tour (1/32) | Flavio Cobolli |
| 2025  | 1er tour (1/64)  | Facundo Díaz Acosta | 1er tour (1/64)          | G. Mpetshi Perricard     | 1er tour (1/64) | Lloyd Harris  |                |                |

N.B. : à droite du résultat se trouve le nom de l'ultime adversaire.

### En double messieurs
| Année | Open d'Australie | Open d'Australie | Internationaux de France                                                             | Internationaux de France | Wimbledon | Wimbledon | US Open                                                                          | US Open |
| ----- | ---------------- | ---------------- | ------------------------------------------------------------------------------------ | ------------------------ | --------- | --------- | -------------------------------------------------------------------------------- | ------- |
| 2024  | —                | —                | —                                                                                    | —                        | —         | —         | 1er tour (1/32) F. Marozsán \|\| style="text-align:left;" \| N. Borges F. Cabral |         |
| 2025  | —                | —                | 1er tour (1/32) J. de Jong \|\| style="text-align:left;" \| N. Borges A. Rinderknech | —                        | —         | —         | —                                                                                |         |

N.B. : le nom du partenaire se trouve sous le résultat ; les noms des ultimes adversaires se trouvent à droite.

## Parcours dans lesMasters 1000
| Année | Indian Wells       | Miami                  | Monte-Carlo | Madrid                 | Rome              | Canada           | Cincinnati        | Shanghai            | Paris                |
| ----- | ------------------ | ---------------------- | ----------- | ---------------------- | ----------------- | ---------------- | ----------------- | ------------------- | -------------------- |
| 2023  | —                  | 1er tour T. Kokkinakis | —           | —                      | —                 | —                | —                 | —                   | —                    |
| 2024  | —                  | —                      | —           | 1er tour L. Van Assche | 1er tour R. Nadal | —                | —                 | 2e tour G. Dimitrov | 2e tour A. Mannarino |
| 2025  | 2e tour A. Popyrin | 3e tour M. Berrettini  | —           | 1er tour G. Diallo     | —                 | 1er tour E. Nava | 2e tour L. Sonego |                     |                      |

N.B. : sous le résultat se trouve le nom de l’ultime adversaire.

## Parcours auxJeux olympiques

### En simple messieurs
| # | Date       | Nom de l'olympiade         | Surface             | Résultat        | Ultime adversaire  | Score          |          |
| - | ---------- | -------------------------- | ------------------- | --------------- | ------------------ | -------------- | -------- |
| 1 | 28/07/2024 | Olympic Tennis Event Paris | Terre battue (ext.) | 1er tour (1/32) | Stéfanos Tsitsipás | 7-66, 1-6, 6-1 | Parcours |

## Parcours enCoupe Davis
| #                                                                     | Date          | Lieu     | Surface      | Gagnant(s)         | Perdant(s)         | Score          |          |
|                                                                       |               |          |              |                    |                    |                |          |
| 2020-2021 - Barrages (groupe mondial) - Bolivie - Belgique            |               |          |              |                    |                    |                |          |
| 1                                                                     | 18-19/09/2021 | Asuncion | Terre (ext.) | Murkel Dellien     | Zizou Bergs        | 6-4, 4-6, 6-2  | Parcours |
|                                                                       |               |          |              |                    |                    |                |          |
| 2022 - Phase qualificative (groupe mondial) - Finlande - Belgique     |               |          |              |                    |                    |                |          |
| 2                                                                     | 4-5/02/2022   | Espoo    | Dur (int.)   | Emil Ruusuvuori    | Zizou Bergs        | 6-3, 7-5       | Parcours |
| 2                                                                     | 4-5/02/2022   | Espoo    | Dur (int.)   | Zizou Bergs        | Otto Virtanen      | 6-4, 6-0       | Parcours |
|                                                                       |               |          |              |                    |                    |                |          |
| 2022 - Phase de groupes (groupe mondial) - Australie - Belgique       |               |          |              |                    |                    |                |          |
| 3                                                                     | 13/09/2022    | Hambourg | Dur (int.)   | Jason Kubler       | Zizou Bergs        | 6-4, 1-6, 6-3  | Parcours |
|                                                                       |               |          |              |                    |                    |                |          |
| 2022 - Phase de groupes (groupe mondial) - Allemagne - Belgique       |               |          |              |                    |                    |                |          |
| 4                                                                     | 16/09/2022    | Hambourg | Dur (int.)   | Jan-Lennard Struff | Zizou Bergs        | 6-4, 7-69      | Parcours |
|                                                                       |               |          |              |                    |                    |                |          |
| 2023 - Phase qualificative (groupe mondial) - Corée du Sud - Belgique |               |          |              |                    |                    |                |          |
| 5                                                                     | 4-5/02/2023   | Séoul    | Dur (int.)   | Zizou Bergs        | Kwon Soon-woo      | 1-6, 6-4, 7-66 | Parcours |
| 5                                                                     | 4-5/02/2023   | Séoul    | Dur (int.)   | Hong Seong-chan    | Zizou Bergs        | 6-3, 7-64      | Parcours |
|                                                                       |               |          |              |                    |                    |                |          |
| 2024 - Phase qualificative (groupe mondial) - Croatie - Belgique      |               |          |              |                    |                    |                |          |
| 6                                                                     | 3-4/02/2023   | Varazdin | Dur (int.)   | Zizou Bergs        | Marin Čilić        | 6-4, 4-6, 6-4  | Parcours |
| 6                                                                     | 3-4/02/2023   | Varazdin | Dur (int.)   | Zizou Bergs        | Duje Ajduković     | 6-1, 7-5       | Parcours |
|                                                                       |               |          |              |                    |                    |                |          |
| 2024 - Phase de groupes (groupe mondial) - Pays-Bas - Belgique        |               |          |              |                    |                    |                |          |
| 7                                                                     | 10/09/2024    | Bologne  | Dur (int.)   | Zizou Bergs        | Tallon Griekspoor  | 6-2, 62-7, 6-3 | Parcours |
|                                                                       |               |          |              |                    |                    |                |          |
| 2024 - Phase de groupes (groupe mondial) - Italie - Belgique          |               |          |              |                    |                    |                |          |
| 8                                                                     | 13/09/2024    | Bologne  | Dur (int.)   | Zizou Bergs        | Flavio Cobolli     | 6-3, 65-7, 6-0 | Parcours |
|                                                                       |               |          |              |                    |                    |                |          |
| 2024 - Phase de groupes (groupe mondial) - Brésil - Belgique          |               |          |              |                    |                    |                |          |
| 9                                                                     | 14/09/2024    | Bologne  | Dur (int.)   | Thiago Monteiro    | Zizou Bergs        | 4-6, 7-65, 7-5 | Parcours |
|                                                                       |               |          |              |                    |                    |                |          |
| 2025 - Phase qualificative (groupe mondial) - Belgique - Chili        |               |          |              |                    |                    |                |          |
| 10                                                                    | 1-2/02/2025   | Hasselt  | Dur (int.)   | Zizou Bergs        | Tomás Barrios Vera | 6-4, 6-3       | Parcours |
| 10                                                                    | 1-2/02/2025   | Hasselt  | Dur (int.)   | Zizou Bergs        | Cristian Garín     | 6-3, 4-6, 7-5  | Parcours |

## Victoires sur le top 10
Toutes ses victoires sur des joueurs classés dans le top 10 de l'ATP lors de la rencontre.
| Légende      |
| Grand Chelem |
| Masters 1000 |
| ATP 500      |
| ATP 250      |

| # | Z.B.  | Tournoi | Année | Surface | Adversaire    | Rang | Tour | Score    |
| - | ----- | ------- | ----- | ------- | ------------- | ---- | ---- | -------- |
| 1 | no 51 | Miami   | 2025  | Dur     | Andrey Rublev | no 9 | 1/32 | 7-5, 6-4 |

## Records et statistiques

### Ses trois meilleures victoires en simple par saison
| 2016 1. Adam Thornton-Brown - 1366e - 4-6, 6-3, 6-4 2. 4 adversaires différents non classés | 2017 1. Maxime Hamou - 349e - 6-3, 6-2 2. Rafael Matos - 637e - 610-7, 6-4, 10-8 3. Alberto Romero De Avila Senise - 680e - 4-6, 7-5, 6-3 | 2018 1. Sergio Gutiérrez Ferrol - 156e - 1-6, 6-3, 6-3 2. Kevin Krawietz - 241e - 6-1, 6-2 3. Kimmer Coppejans - 277e - 1-6, 7-64, 6-3 |

| 2019 1. Emil Ruusuvuori - 402e - 6-4, 6-4 2. Tobias Simon - 434e - 7-5, 7-5 3. Markus Eriksson - 444e - 6-4, 6-4 | 2020 1. Albert Ramos-Viñolas - 45e - 7-5, 7-5 2. Enrico Dalla Valle - 414e - 7-63, 4-6, 6-4 3. Bogdan Bobrov - 438e - 6-4, 6-2 | 2021 1. Grégoire Barrère - 117e - 4-6, 6-1, 7-65 2. Juan Pablo Varillas - 124e - 2-6, 6-1, 7-65 3. Oscar Otte - 141e - 7-63, 6-1 |

| 2022 1. Alexei Popyrin - 92e - 6-2, 7-5 2. Daniel Elahi Galán - 106e - 6-4, 6-2 3. Tim van Rijthoven - 109e - 7-69, 6-1 | 2023 1. Laslo Djere - 55e - 6-0, 4-6, 6-3 2. Kwon Soon-woo - 61e - 1-6, 6-4, 7-66 3. Dominik Köpfer - 82e - 6-4, 4-6, 7-5 | 2024 1. Alejandro Tabilo - 24e - 3-6, 7-65, 6-2, 6-2 2. Sebastián Báez - 27e - 6-3, 6-4 3. Flavio Cobolli - 32e - 6-3, 65-7, 6-0 |

## Classements ATP en fin de saison
| Année          | 2016 | 2017 | 2018 | 2019 | 2020 | 2021 | 2022 | 2023 | 2024 |
| Rang en simple | 1769 | 985  | 393  | 569  | 436  | 185  | 131  | 129  | 71   |
| Rang en double | –    | 1252 | 710  | 811  | 720  | 467  | 1000 | 268  | 858  |

Source : (en) Classements de Zizou Bergs sur le site officiel de la Fédération internationale de tennis